# (12337) 1992 WV3
(12337) 1992 WV3 est un astéroïde de la ceinture principale découvert en 1992.

## Description
(12337) 1992 WV3 a été découvert le 24 novembre 1992 à la station des Monts Yatsugatake au Japon par Yoshio Kushida et Orlando A. Naranjo Villarroel.

### Caractéristiques orbitales
L'orbite de cet astéroïde est caractérisée par un demi-grand axe de 2,32 UA, un périhélie de 2,08 UA, une excentricité de 0,10 et une inclinaison de 5,39° par rapport à l'écliptique. Du fait de ces caractéristiques, à savoir un demi-grand axe compris entre 2 et 3,2 UA et un périhélie supérieur à 1,666 UA, il est classé, selon la JPL Small-Body Database, comme objet de la ceinture principale d'astéroïdes.

### Caractéristiques physiques
(12337) 1992 WV3 a une magnitude absolue (H) de 14,0 et un albédo estimé à 0,224.